# Max Blumenthal
Pour les articles homonymes, voir Blumenthal.
Max Blumenthal est un propagandiste, blogueur, auteur, journaliste et militant américain né le 18 décembre 1977. Après avoir contribué à divers médias anglophones, il travaille au Liban et écrit plusieurs ouvrages sur la situation de la Palestine. 
Après 2015, il change son positionnement concernant le conflit syrien, crée un blog et intervient essentiellement sur les médias russes. Il prend la défense de la Russie de Vladimir Poutine et du régime syrien de Bachar el-Assad, dont il diffuse la propagande.
Il est le fondateur du site The Grayzone, un blog notamment connu pour son contenu favorable aux régimes autoritaires, sa propagande pro-Poutine, la négation du génocide culturel ouïghour en Chine et le relais de théories complotistes.

## Famille
Max Blumenthal est le fils de Sidney Blumenthal, ancien journaliste puis conseiller de Bill Clinton.
Il est marié avec Anya Parampil, ancienne productrice et journaliste pour Russia Today, qui travaille également pour The Grayzone.

## Carrière
Max Blumenthal est diplômé de l'Université de Pennsylvanie.
Il est d'abord rédacteur pour The Daily Beast et contributeur de médias tels que The Nation, Al Jazeera English, le Huffington Post, Salon.com et le Washington Monthly. Il a également travaillé pour Media Matters for America,. En 2014, il rejoint Alternet pour qui il collabore depuis 2004. Il écrit sur des sujets tels que les droits des Chrétiens, les brutalités policières ou les relations des États-Unis avec Israël.
Il publie en 2009 Republican Gomorrah, où il critique la droite évangéliste américaine, représentée notamment par James Dobson. En 2013, il publie Goliath: Life and Loathing in Greater Israel, donnant son point de vue sur la vie en Israël, gouverné par Benyamin Netanyahou et dans les territoires occupés. Il déclare avoir été surpris par la « banalité du racisme et de la violence » lors de ses reportages en Israël, et estime que le public américain est mal informé à ce sujet,. Il reçoit pour ce livre le Cultural Freedom Award (Prix de la liberté culturelle) 2014 de la fondation Lannan (en) pour un « Livre particulièrement remarquable »,.
Max Blumenthal critique la politique d'Israël à l'égard de la Palestine, recueille des témoignages faisant état de crimes de guerre commis envers des Palestiniens et fait un parallèle entre la politique d'Israël et celle de l'État islamique.
Max Blumenthal travaille pour le journal libanais pro-Hezbollah Al-Akhbar jusqu'en 2012. Il y écrit sur la Palestine et les réfugiés palestiniens, avant de démissionner parce qu'il est en désaccord avec la couverture du soulèvement syrien, trop favorable à Bachar el-Assad selon lui,.
Lauréat du Prix de journalisme en ligne Annenberg de l'USC pour ses articles d'investigation, il produit de nombreux reportages vidéo qui recueillent des centaines de milliers de visites sur Youtube.
Il reçoit le prix « intégrité sans compromis dans le journalisme », récompense et fonds attribués, selon Bellingcat, par un lobby pro-Assad, qui a également récompensé Vanessa Beeley et Rania Khalek, blogueuse et journaliste, toutes deux propagandistes du régime syrien ,.

### Voyage en Russie et prise de position
Selon Janine di Giovanni (en), après son voyage à Moscou où il est invité à l’occasion du dixième anniversaire de RT en décembre 2015, « le point de vue de Max Blumenthal a complètement basculé », et il est devenu alors une « personnalité assadiste de premier plan ». Elle écrit : « l'homme qui avait écrit un essai intitulé Le droit de résister est universel (...), accuse maintenant les Syriens anti-Assad d'appartenir à Al-Qaïda et a affirmé que les Casques blancs étaient affiliés à ce groupe islamiste » ; Max Blumenthal avait pourtant démissionné en 2012 du journal Al-Akhbar en accusant ce dernier d'être « pro-Assad ».
À son retour de Russie, il fonde le « Projet Grayzone », qui, selon les journalistes Sam Charles Hamad et Oz Katerji, regroupe des articles « des parias de la blogosphère de gauche amicaux envers Assad et le Kremlin ».
Le livre qu'il publie en 2015, The Management of Savagery, est critiqué par Lydia Wilson pour être empli d'erreurs factuelles « ce que beaucoup verront comme de la propagande ». Il bascule, selon Wilson, « suffisamment et avec assez de régularité dans une conspiration à grande échelle pour permettre à un lecteur attentif de la rejeter ».
Gilbert Achcar décrit Max Blumenthal comme une personnalité très versatile, défendant aujourd'hui des idées qu'il combattait autrefois, après avoir « vu la lumière ». Charles Davis note qu'il défend la politique étrangère russe en « inversant victimes et responsables de crimes de guerre ».

## BlogThe Grayzone
Max Blumenthal est le fondateur et l'un des contributeurs du blog The Grayzone, qu'il fonde en décembre 2015. Le blog se fait connaître notamment pour ses informations « alternatives » en soutien de régimes autoritaires (Iran, Chine, Russie, Syrie, Venezuela), il fait l'objet de vives critiques pour ce qui est considéré comme du négationnisme : remise en question et négation de la campagne chinoise de génocide culturel et démographique du peuple Ouïghour en Chine, déni des crimes de guerre commis par Bachar el-Assad en Syrie, notamment les attaques chimiques perpétrées contre des civils, et des crimes de guerre russes commis en Ukraine,,.

### Déni du génocide Ouïghour
The Grayzone affirme avoir examiné les données source sur les revendications des Ouïghours dans les « soi-disant » camps de concentration, et Max Blumenthal déclare : « Je n'ai aucune raison de douter qu'il se passe quelque chose au Xinjiang, qu'il pourrait même y avoir une répression, mais nous n'avons pas vu les preuves de ces affirmations. »,. Cependant, pour New Statesman, la répression peut être décrite comme un « génocide culturel » prouvé par des « montagnes de documents en provenance d'organisations indépendantes défendant les droits humains ».
Entre 2018 et juillet 2020, The Grayzone publie au moins quatre articles mettant en question les informations concernant les Ouïghours, déclarant dans l'un d'entre eux : « Les informations sur les camps contenant 1 million de prisonniers proviennent presque exclusivement de médias et d'organisations financées et armées par le gouvernement américain pour faire monter la pression sur Pékin ». La journaliste Caitlin Thompson, qui classe The Grayzone à l'extrême-gauche, affirme qu'un soutien de la gauche américaine aux régimes autoritaires n'est pas un phénomène nouveau, estimant par exemple que Noam Chomsky et Alexander Cockburn « ont remis en question l'ampleur des atrocités commises par les Khmers rouges et Staline ». La journaliste analyse ce type de positionnement comme découlant d'un anti-impérialisme et une « profonde suspicion de la domination de l'Amérique dans les affaires mondiales ». CounterPunch estime que Blumenthal et The Grayzone ont « embrassé la cause d'un État puissant et oppressif contre un ennemi plus faible », et lui reproche de manière générale un manque de hauteur de vue : au lieu de s'intéresser aux racines profondes d'un conflit, il se contenterait de trouver quelques preuves que certains dissidents ont été financés par les États-Unis.

### Syrie: propagande pro-Assad
Max Blumenthal est considéré comme un défenseur de Bachar el-Assad, diffusant la propagande de son régime, niant les crimes de guerre commis par celui-ci, mettant en doute la responsabilité des attaques chimiques perpétrées par le régime et en accusant au contraire les opposants, les victimes de crimes ou bien les secouristes d'être eux-mêmes des terroristes,,,,,,,.

### Voyage au Venezuela et prise de position
En janvier 2019, il se rend au Venezuela, en compagnie notamment d'Aaron Maté, puis écrit un article dans lequel il affirme que Juan Guaidó est le « produit » d'une volonté américaine de changer le régime vénézuélien. En mai 2019, il cherche à apporter un soutien matériel aux militants américains pro-Maduro qui occupent l'ambassade vénézuélienne à Washington. Cinq mois plus tard, en octobre 2019, un mandat d'arrêt est lancé contre lui, un supporter de Juan Guaidó l'accusant d'« agression simple » sur une femme, une infraction mineure. Il reste deux jours en prison, mains et chevilles enchaînées, sans pouvoir téléphoner,,. Il déclare : « Cela fait clairement partie d'une campagne de persécution politique conçue pour me faire taire ainsi que The Grayzone pour notre journalisme factuel, exposant les tromperies, la corruption et la violence de l'opposition d'extrême droite vénézuélienne ». Les poursuites contre lui sont abandonnées en décembre 2019,.

### Désinformation en faveur du Kremlin
Selon Conspiracy Watch, Max Blumenthal et son blog The Grayzone, devenu une entreprise dont les financements sont inconnus, sont une source essentielle de propagation de désinformation aux États-Unis. Ukrinform, une plateforme ukrainienne, rapporte que Max Blumenthal diffuse systématiquement de la propagande incluant le récit que les Ukrainiens seraient dirigés par des « nazis » depuis plusieurs années, et en avril 2022, publie « un long article sur une « persécution et le meurtre des opposants à Zelenskyy » par les « Nazis » et le SBU ».
Charles Davis écrit qu'il « défend presque chaque semaine la politique étrangère russe sur des plateformes telles que RT et Sputnik » et qu'il est « prolifique lorsqu'il s'agit d'inverser victimes et responsables de crimes de guerre ».
Pour CounterPunch, Max Blumenthal fait partie des membres « autoproclamés de la gauche « anti-impérialiste » ». Selon le journal, Max Blumenthal ne s'oppose par réellement à la guerre et à l'impérialisme, puisqu'il ne s'oppose pas à une « campagne impériale », comme celle de la Russie, lorsque le pays qui la mène se confronte aux puissances occidentales et à l'OTAN.
Lors de l'invasion russe de l'Ukraine en 2022, Max Blumenthal affirme que la frappe aérienne sur le théâtre de Marioupol serait le fait du régiment ukrainien Azov visant à faire croire à la responsabilité des forces russes afin de faire intervenir l'OTAN, ce qui est faux,. En 2023, il est invité par la Russie à prendre la parole lors d’un briefing du Conseil de sécurité de l’ONU sur les livraisons d’armes à l’Ukraine.

## Controverses et critiques
Max Blumenthal est taxé d'« idiot utile de Poutine » par le journaliste Sławomir Sierakowski pour sa défense de la Russie ainsi que ses attaques contre les militants pro-démocratie en Ukraine.
Le site de fact-checking ukrainien StopFake décrit Blumenthal comme un « journaliste américain pro-russe » sur lequel compte la Russie pour « diffuser son message de propagande » et remarque qu'il fait partie des « amis ou sympathisants » identifiés dans plusieurs messages publiés sur Twitter par Russia’s UN Mission.
Max Blumenthal participe à la campagne de propagande concertée qui cherche à discréditer les Casques blancs de la Défense civile syrienne, campagne qui « sert les intérêts de ceux qui les bombardent ». Vanessa Beeley, propagandiste pro-Assad, accuse Max Blumenthal, avec l'aide de Rania Khalek, d'avoir utilisé son propre travail pour ses publications, notamment à propos des théories conspirationnistes sur les secouristes syriens surnommés Casques blancs.
Max Blumenthal affirme montrer un point de vue sur la Syrie ignoré par les médias occidentaux, qui, selon lui, fournissent une « musique d'ambiance pour une guerre par procuration impitoyable ». Et il a, notamment, relayé une affiche au sujet de laquelle il a déclaré qu'elle « rendait hommage aux soldats de l'armée syrienne tués dans la guerre contre les extrémistes soutenus par l'étranger ». Selon les témoignages de Syriens exilés et de journalistes spécialistes du conflit, il propage des théories du complot et de la propagande. Max Blumenthal s'en prend également à des enfants et jeunes syriens qui partagent leur vécu quotidien sur les réseaux sociaux, ce que Charles Davis qualifie de calomnie conspirationniste.
Il lui est également reproché sa proximité avec le régime syrien, des voyages de complaisance à Damas, une promotion et une défense du gouvernement de Bachar el-Assad. Il est accusé d'oublier les Syriens, absents de ses articles, de propager un narratif de désinformation et de chercher à blanchir les crimes du régime,,,,,. Il conteste régulièrement les informations sur les atrocités commises par le régime syrien.
Selon le journaliste Oz Katerji, Max Blumenthal et ses collègues, contributeurs réguliers de Russia Today, Gareth Porter, Benjamin Norton et Rania Khalek, passent beaucoup de temps à publier des attaques de dénigrement contre des ONG, médecins, journalistes, secouristes et groupes de la société civile syrienne. Il affirme que pratiquement tous les groupes qui s’expriment sur les crimes systématiques du régime d’Assad ont été visés par ce petit groupe, « avec l’intention expresse de défendre un régime coupable d’extermination humaine ».
Selon Brian Whitaker, son travail est salué et recommandé par les « propagandistes anti-propagande » du Working Group on Syria, Propaganda and Media, qui ont partagé les opinions de Blumenthal concernant les Casques blanc. Brian Whitaker indique que ce groupe d'universitaires britanniques, « sous couvert de lutte contre la propagande, partage en réalité propagande et théories conspirationnistes, contestant l'utilisation d'armes chimiques, critiquant les gouvernements occidentaux, les médias occidentaux et divers groupes humanitaires, sans se soucier d'appliquer leur jugement critique au rôle de la Russie dans le conflit ou aux écrits controversés de journalistes qui partagent leurs points de vue ».
Le militant et écrivain Sam Hamad écrit que, bien qu'il soit de gauche alternative, il n'est pas surprenant que Max Blumenthal prenne part à des voyages de propagande en Syrie comme le fait l'extrême-droite, car « en ce qui concerne la Syrie, Blumenthal et sa collègue propagandiste Rania Khalek sont sur la même ligne que les néo-nazis et les fascistes européens ».
Selon Élie Guckert, journaliste publié par Conspiracy Watch, Max Blumenthal est également au cœur d'une campagne de désinformation complotiste, sur les réseaux sociaux, visant à mettre en doute les résultats présentés par l'Organisation pour l'interdiction des armes chimiques (OIAC) sur l'attaque chimique de Douma,.
Selon Haaretz, un article publié par Max Blumenthal le 27 octobre 2023, « a servi de base à la théorie du complot, désormais largement répandue, qui nie que le Hamas ait assassiné des centaines de civils israéliens » lors du massacre du 7 octobre, en manipulant et détournant des informations du média israélien. Conspiracy Watch qualifie ses allégations, largement reprises dans les réseaux de la désinformation, et reprise y compris par un chercheur du CNRS, de révisionnisme.
Plusieurs journalistes le qualifient de « propagandiste », soit de « propagandiste anti-israélien », soit « propagandiste du régime de Poutine »,. D'après Pulse Media, Blumenthal a créé avec Grayzone une « tête de pont efficace aux États-Unis pour la propagande du Kremlin ». Selon Vox Ukraine, Blumenthal utilise différentes « méthodes de désinformation » : exagération, simplification, appel à l'émotion, manipulations « soigneusement voilées », informations trompeuses, etc.. Le site Media sapiens rapporte que, selon le journaliste américain Eric Alterma, Max Blumenthal a touché des honoraires pour faire un discours lors du dixième anniversaire de Russia Today, mais qu'il n'a « jamais confirmé ses liens financiers avec RT ». Media sapiens rapporte également que Blumenthal, interrogé chaque jour par des messages automatiques sur Twitter concernant la façon dont son site The Grayzone est financé, n'a rien répondu. Le montant des dons reçus sur Patreon et Paypal n'est pas affiché, et Grayzone se déclare comme une organisation non lucrative mais ne divulgue pas ses comptes.
Max Blumenthal est critiqué pour tenir des discours à double-standard : dénoncer les crimes commis à l'encontre des Palestiniens par Isaraël, tout en niant les crimes semblables commis par le régime syrien, voire en se moquant des victimes, fustiger, y compris des propos islamophobes secouristes et médecins, et critiquer des organisations comme Forensic Architecture selon l'auteur des crimes.